# George Cattanach
George James Cattanach (Alexandria, Ontario, 25 de juliol de 1878 - East Chicago, Indiana, 29 de gener de 1954) va ser un jugador de lacrosse canadenc que va competir a principis del segle xx. El 1904 va prendre part en els Jocs Olímpics de Saint Louis, on guanyà la medalla d'or en la competició per equips de Lacrosse, com a membre de l'equip Shamrock Lacrosse Team.